# Pila (slak)
Pila is een geslacht van weekdieren uit de klasse van de Gastropoda (Slakken).

## Soorten
- Pila ampullacea (Linnaeus, 1758)
- Pila globosa (Swainson, 1822)
- Pila saxea (Reeve, 1856)
- Pila scutata (Mousson, 1848)